# 樺太證券
樺太證券（からふとしょうけん）はかつて樺太に存在した証券会社である。終戦後、ソ連軍の樺太占領とともに消滅した。

## 概要
- 本店所在地　豊原市東1条南5丁目2番地
- 支店
  - 大泊支店(大泊郡大泊町栄町)
  - 敷香支店(敷香郡敷香町大通)
  - 落合支店(豊栄郡落合町)
  - 真岡支店(真岡郡真岡町永濱町)
  - 恵須取支店(恵須取郡恵須取町北濱町)

## 特色
- 樺太で一番大きく、かつ樺太に本社を持つ唯一の証券会社であった。
- 樺太庁などの樺太の公的機関の発行する公債の取扱には強かったといわれている。